# Trường Hành chính quốc gia (Pháp)
Trường Hành chính Quốc gia Pháp (tiếng Pháp: École nationale d'administration hay ENA) là một trong những Trường lớn (Grande école) Pháp có thanh thế nhất, được thành lập vào năm 1945 nhằm dân chủ hóa con đường lên các cấp bậc công chức cao cấp. Hiện nay, Trường phụ trách việc lựa chọn và đào tạo các quan chức cao cấp của Pháp. ENA là một trong những trường học Pháp ưu tú nhất vì chất lượng sinh viên được tuyển chọn đầu vào, phần lớn sinh viên trước khi thi vào ENA đều đã tốt nghiệp từ các trường đại học tốt nhất trong nước: như Đại học Sư phạm, Đại học Bách Khoa, Đại học Thương mại Paris... ENA do đó là một trong những biểu tượng của Nền Cộng hòa Pháp, cùng với các Grandes Ecoles khác, các cựu sinh viên của Trường có đủ khả năng để tiếp cận các vị trí cao trong các lĩnh vực chính trị, hành chính công cũng như các tập đoàn tư nhân.
Mỗi năm, Trường đào tạo khoảng 80-100 học viên, trong đó có khoảng 1/3 học viên người nước ngoài đối với chương trình đào tạo dài hạn. Ngoài ra, nhiều các khóa học ngắn hạn được tổ chức ở Paris và Strasbourg.
Từ khi thành lập đến nay, khoảng 6 500 học viên đã tốt nghiệp. Các cựu sinh viên của ENA đóng vai trò trung tâm trong nền chính trị của Đệ Ngũ Cộng hòa (Bốn Tổng thống Pháp, 8 Thủ tướng, nhiều Bộ trưởng, Quốc vụ khanh, nghị sĩ...). Đối với lĩnh vực tư nhân, nhiều Chủ tịch/Tổng giám đốc các tập đoàn lớn (SNCF, Total, EDF...) là cựu sinh viên của Trường. Tuy nhiên, thời gian gần đây, với vị trí quan trọng trong nền chính trị Pháp và tính phân loại cao ngay từ thi đầu vào, ENA gặp phải những chỉ trích và kêu gọi cải tổ, chuyển đổi mô hình.
Thiếu tướng Nguyễn Hồng Quân - Phó Viện trưởng Viện chiến lược Bộ Quốc phòng Việt Nam là một trong những sĩ quan quân đội Việt Nam được đào tạo tại đây.